# Mosiera xerophytica
Mosiera xerophytica är en myrtenväxtart som först beskrevs av Nathaniel Lord Britton, och fick sitt nu gällande namn av Salywon. Mosiera xerophytica ingår i släktet Mosiera och familjen myrtenväxter.
Artens utbredningsområde är Puerto Rico. Inga underarter finns listade i Catalogue of Life.